# Півторацька-Усенко Ніна Іванівна
Півторацька-Усенко Ніна Іванівна (нар. 27 квітня 1951, Тептіївка) — українська поетеса.

## Біографія
27 квітня 1951 року в с. Тептіївка, в сім'ї сільського трударя Івана Яковича Півторацького та його дружини, молодої вчительки, народилася майбутня поетеса — Ніна Іванівна Півторацька. Писати вірші почала у 8 років. Тоді школярка відвідувала заняття літературної студії «Джерела». Дев'ятикласницю Ніну Іванівну запрошують на семінар юних поетів і прозаїків України. Семінар вів відомий український письменник Віталій Коротич. Після школи закінчила Київський державний інститут культури. Маючи фах бібліотекаря, кілька років жила і працювала на Сахаліні, потім у Кіровограді, а згодом повернулася до рідного Богуслав. Деякий час працювала в редакції місцевої газети «Нові рубежі». Працювала в Богуславській спеціалізованій школі № 1.

## Творчість
Вперше ім'я Ніни Півторацької з'явилося на сторінках Богуславської районної газети «Нові рубежі», коли вона була ще ученицею другого класу Тептіївської восьмирічної школи.
Вірші Ніни Півторацької друкувалися в періодиці України та Сахаліну, зокрема в журналі «Дніпро», альманасі «Вітрила», газетах «Молодь України», Літературна Україна, літературних збірниках «Боян», «Поезія». Неодноразово вірші звучали по обласному та республіканському радіо. Чимало поезій стало піснями.
Ніна Півторацька-Усенко має три поетичних збірки: В 1987 році у видавництві «Радянський письменник» вийшла перша збірка «Материнська елегія» тиражем 1800 примірників.
В 1993 році завдяки видавництву «Український письменник» світ побачила друга збірка «Богуславка» тиражем 1000 примірників. За сприяння Київської обласної організації НСПУ у 2006 році творчим об'єднанням «Культура» у м. Біла Церква було видано третю збірку поезій «Мед з диких мальв» (присвячену світлій пам'яті батька письменниці Івана Яковича та дядька Петра Опанасовича Ращенка). Збірка складається з трьох розділів: «Земля золоцвіту», «Торкнусь душею рідних небокраїв», «На зламі двох тисячоліть». Збірка вміщує 170 віршів.

## Нагороди
За участь у конкурсі «Наш молодий сучасник» Ніна Іванівна Півторацька-Усенко нагороджувалась премією журналу «Дніпро» (за кращі твори року). Є лауреатом премії імені Василя Симоненка за книжку «Богуславка» — 1993 рік. Член Національна спілка письменників України з 1995 року і член комісії з присудження Київської обласної літературної премії імені Г. Косинки. Нагороджена медалями з нагоди 15-ї річниці Незалежності України та імені В. Сухомлинського.